# Вилсонвил (Алабама)
Вилсонвил (енгл. Wilsonville) град је у америчкој савезној држави Алабама. По попису становништва из 2010. у њему је живело 1.827 становника.

## Демографија
Према попису становништва из 2010. у граду је живело 1.827 становника, што је 276 (17,8%) становника више него 2000. године.
| Група             | 2000.         | 2010.         |
| Белци             | 1.432 (92,3%) | 1.620 (88,7%) |
| Афроамериканци    | 81 (5,2%)     | 131 (7,2%)    |
| Азијати           | 12 (0,8%)     | 1 (0,1%)      |
| Хиспаноамериканци | 9 (0,6%)      | 47 (2,6%)     |
| Укупно            | 1.551         | 1.827         |